# والتر ليفينغستون (سياسي)
والتر ليفينغستون (بالإنجليزية: Walter Livingston)‏ هو محامي وقاضي وسياسي أمريكي، ولد في 27 نوفمبر 1740 في نيويورك في الولايات المتحدة، وتوفي بنفس المكان في 14 مايو 1797. انتخب عضو جمعية ولاية نيويورك.